# Alte Naufahrt (Krumpenwasser)
Die Alte Naufahrt (auch Krumpenwasser) ist ein ehemaliger Donauarm und derzeitiger Altarm der Donau in Niederösterreich.
Sie zweigt gegenüber (links) von Tulln an der Donau von der Donau ab und fließt bei In der Au südlich von Stockerau unter der Bezeichnung Krumpenwasser nach Osten. Bei Korneuburg mündet sie wieder in die Donau.
Unter dem Begriff Naufahrt verstand man das Stromabwärtsfahren auf einem Fluss.